# 강릉귀부
강릉귀부(江陵龜趺)는 대한민국 강원특별자치도 강릉시, 강릉시립박물관 내에 있는 비석 받침돌이다. 1984년 6월 2일 강원특별자치도의 문화재자료 제2호로 지정되었다.

## 개요
강릉 오죽헌시립박물관의 앞뜰에 놓여 있는 비의 받침돌로, 거북의 모습을 하고 있다.
바닥돌과 하나의 돌로 이루어진 이 받침돌은 거북의 목이 짧고 얼굴은 등과 거의 수평을 이루고 있다. 얼굴에는 눈, 코, 입, 귀, 갈퀴가 얇게 표현되어 있으며, 턱 밑으로는 역삼각형의 수염이 조각되어 있다. 4개의 발가락이 있는 앞발은 등껍질의 앞쪽 아래에 돌출되어 있고, 부서져 있는 뒷발은 움츠린 형태이며, 꼬리는 오른쪽으로 돌려져 있다. 6각형의 무늬가 가득 채워진 등에는 그 중앙에 비를 꽂아두기 위한 네모난 홈을 두었다.
1965년 당시 도로확장공사를 하던 중 땅속에 묻혀있던 것을 발견하여 강릉 교육청에 보관해 오다가 1992년 이곳으로 옮겨 보존하고 있다.

## 참고 자료
- 강릉귀부 - 국가유산청 국가유산포털